# Max Allan Collins
Max Allan Collins (Muscatine, 3 marzo 1948) è uno scrittore, sceneggiatore e fumettista statunitense.

## Biografia
Max Allan Collins è nato a Muscatine, in Iowa, il 3 marzo 1948. 
Autore molto prolifico e versatile, ha scritto romanzi gialli e thriller, romanzamenti di film, sceneggiature e fumetti. Nel 1976 ha creato il personaggio di Quarry, sviluppando le sue avventure in molti volumi (14 al 2018) divenuti una serie tv quarant'anni dopo (Quarry - Pagato per uccidere). Dalla sua graphic novel Road to perdition è stato tratto il film Era mio padre. Ha scritto numerosi libri partendo dai franchise di CSI - Scena del crimine, Criminal Minds e Dark Angel.
A coronamento della sua quarantennale carriera, nel 2017 è stato insignito dalla Mystery Writers of America del Grand Master Award. 

## Opere

### Quarry
- Quarry (a.k.a. The Broker) (1976) - ed. italiana, Vallardi, 2016
- Quarry's List (a.k.a. The Broker's Wife) (1976)
- Quarry's Deal (a.k.a. The Dealer) (1976)
- Quarry's Cut (a.k.a. The Slasher) (1977)
- Quarry's Vote (a.k.a. Primary Target) (1987)
- Quarry's Greatest Hits (2003)
- The Last Quarry (2006)
- The First Quarry (2008)
- Quarry In The Middle (2009)
- Quarry's Ex (2010)
- The Wrong Quarry (2014)
- La scelta di Quarry (Quarry's choice) (2015) - Vallardi, 2016
- Quarry In The Black (2016)
- Quarry's Climax (2017)

### Romanzamenti
- Nel centro del mirino, Interno giallo, 1993
- Problemi di cuore, Sperling & Kupfer, 1994
- Maverick, Sperling & Kupefer, 1994
- Waterworld, Le Monnier, 1995
- Daylight: trappola nel tunnel, Sperling & Kupfer, 1996
- Salvate il soldato Ryan, Mondadori, 1998
- U-571, Sonzogno, 2000
- Dark Angel. Prima dell'Alba, Sperling & Kupfer, 2002
- Windtalkers, Sonzogno, 2002
- La pantera rosa, Sperling Paperback 2006

### CSI
- CSI : scena del crimine - La città del peccato, Sperling & Kupfer, 2003
- CSI : scena del crimine - Doppio gioco, Sperling & Kupfer, 2003
- CSI : scena del crimine - Corpo del reato, Sperling & Kupfer, 2004
- CSI : scena del crimine - Traccia fredda, Sperling & Kupfer, 2004
- CSI : scena del crimine - Occhi di serpente, Multiplayer, 2009
- CSI : Miami - Ondata di calore, Sperling Paperback, 2006

### Gialli
- Fra purgatorio e inferno, Il giallo mondadori n. 1538 (1978)
- Criminali non si nasce, Il giallo mondadori n. 2085 (1989)
- La reliquia che scotta (con Mickey Spillane), Il giallo mondadori n. 2983 (2009)
- Omicidio a fumetti, Il giallo mondadori n. 3015 (2010)
- Il marcio nella città (con Mickey Spillane), Il giallo mondadori n. 3059 (2012)
- New York calibro 45 (con Mickey Spillane), Il giallo mondadori n. 3081 (2013)

### Fumetti
- La strada della perdizione (illustrato da Richard Piers Rayner), Magic Press, 1998

## Riconoscimenti
- Inkpot Award: 1982
- Premio Shamus: 1984 per True Detective e 1992 per Stolen Away
- Grand Master Award: 2017